# Bony dels Escarrerals
El Bony dels Escarrerals és una muntanya de 1.601 metres que es troba al municipi de les Valls de Valira, a la comarca de l'Alt Urgell.